# تخسيس

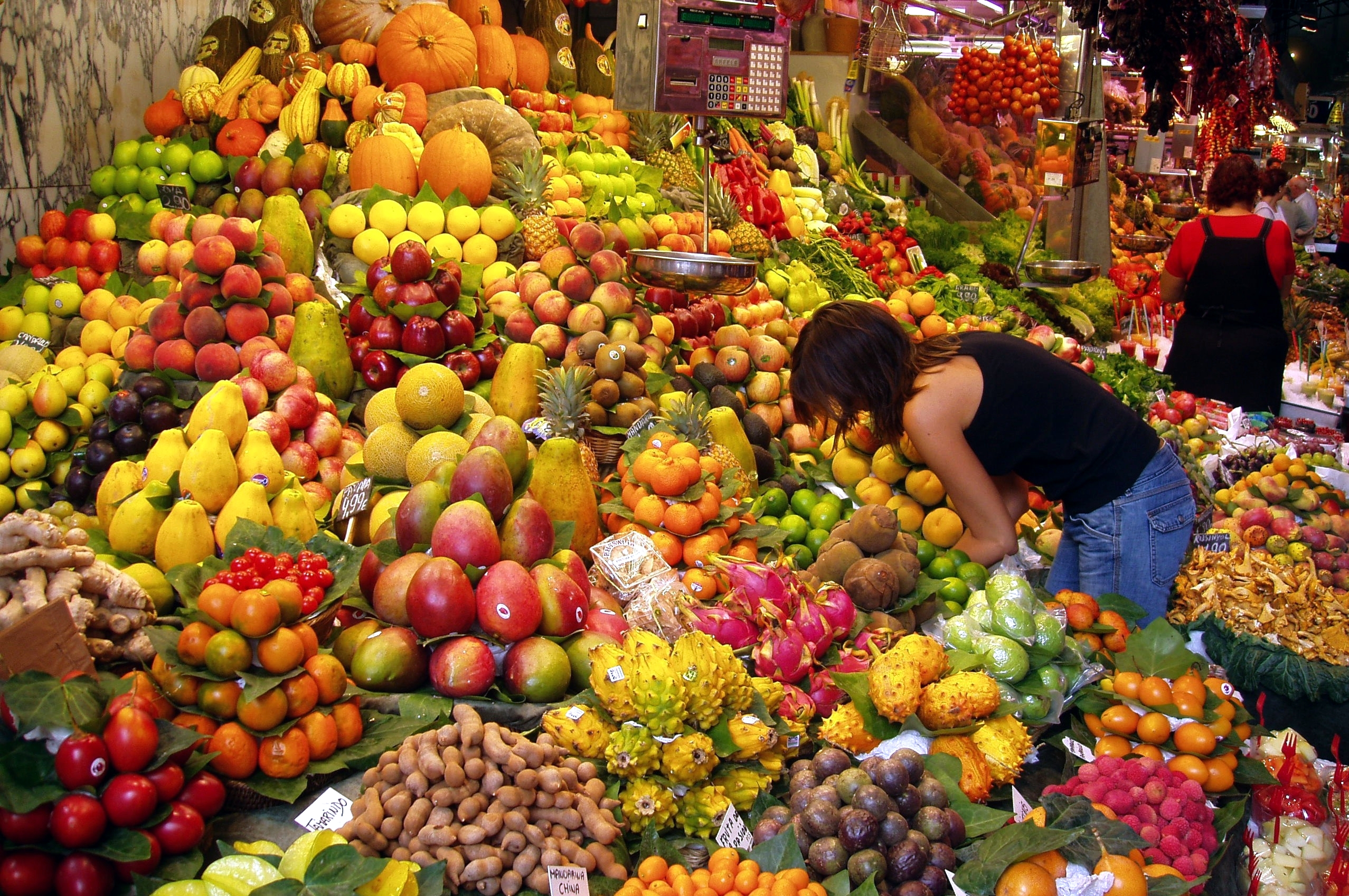
محل لبيع الفواكه في سوق برشلونة

التخسيس هو محاولة الإنسان للتخفيض من وزنه بغرض التحسين من مستوى الصحة لديه أو بغرض اكتساب الجسم الرشاقة والخفة، أو بالاستفادة من كلتا الفائدتين معًا. وعلى هذا الطريق يلجأ البعض إلى إتباع حمية غذائية صارمة معينة في الأكل، ويوجد منها الكثير، منها المفيد وغير المفيد. كما يلجأ البعض إلى تعاطي حبوبًا للتخسيس، ولكنها لا تجدي طالما لا تكون هناك إرادة حقيقية في تغيير طريقة تناول الطعام. فالعامل الأول للتخسيس هو اتباع نظام في تناول الطعام ترتاح إليه النفس، وبحيث لا يحس الإنسان لا بالجوع ولا بالحرمان مما تشتهي إليه نفسه. ولا بد من أن يعرف المقدم على تخسيس نفسه أنه لا يتوقع تحسنًا سريعًا في وزنه وإنما سيحتاج إلى نحو 6 أشهر إلى سنة لكي يصل إلى الوزن الذي يطمح إليه. علاوة على ذلك فإن النظام الموصوف هنا لا يحرمه من أي شيء يحبه، وإنما يعتمد على تقليل الكميات التي يتناولها - وعلى الأخص النشويات والسكر. وكل اختصار صغير في الكمية المتناولة يجرى الاستغناء عنها للتو أو الحال أو من حين لآخر فهو مفيد.

## الجسم والتغذية

عرض بعض الخضروات

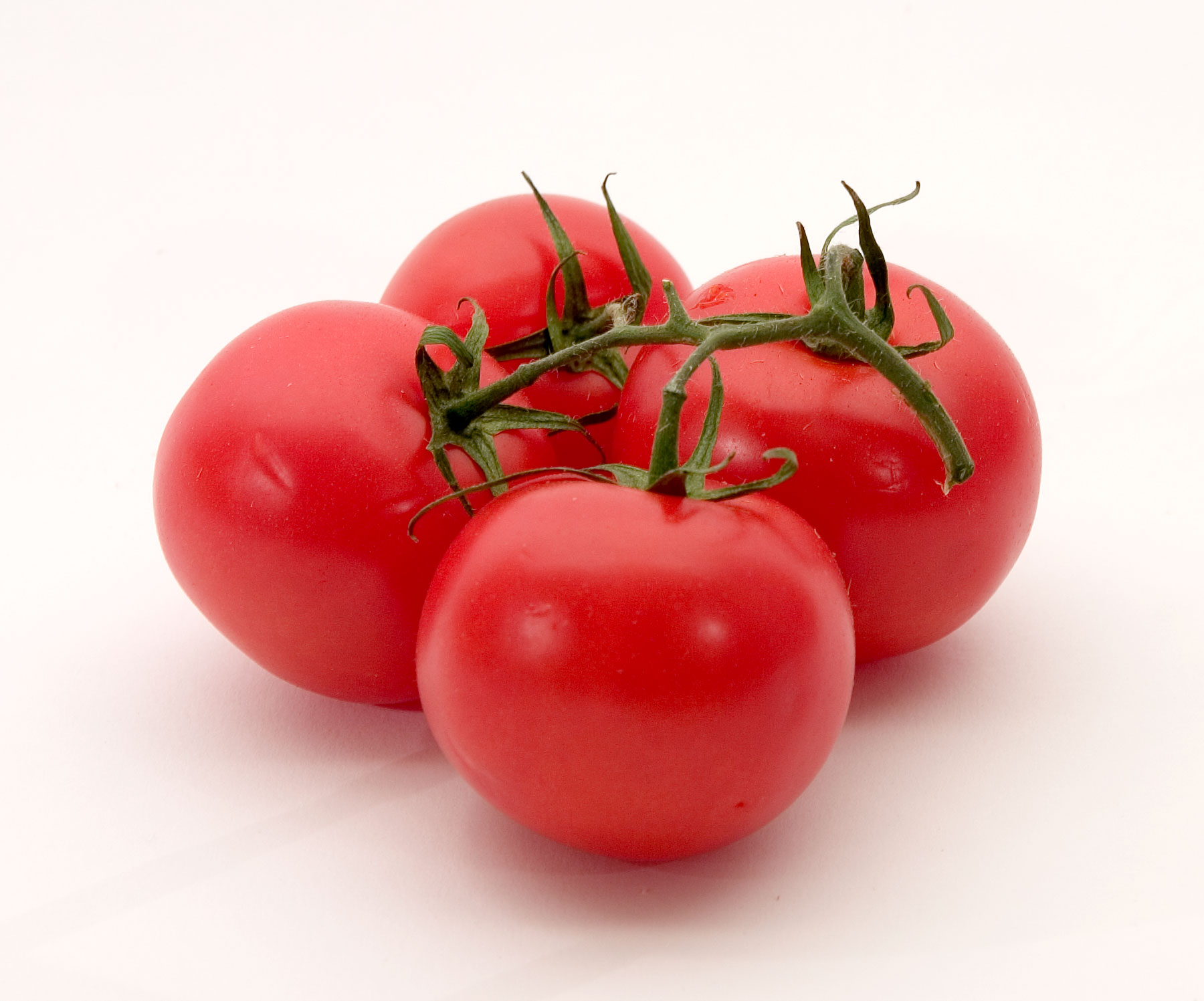
الطماطم

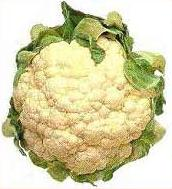
القرنبيط

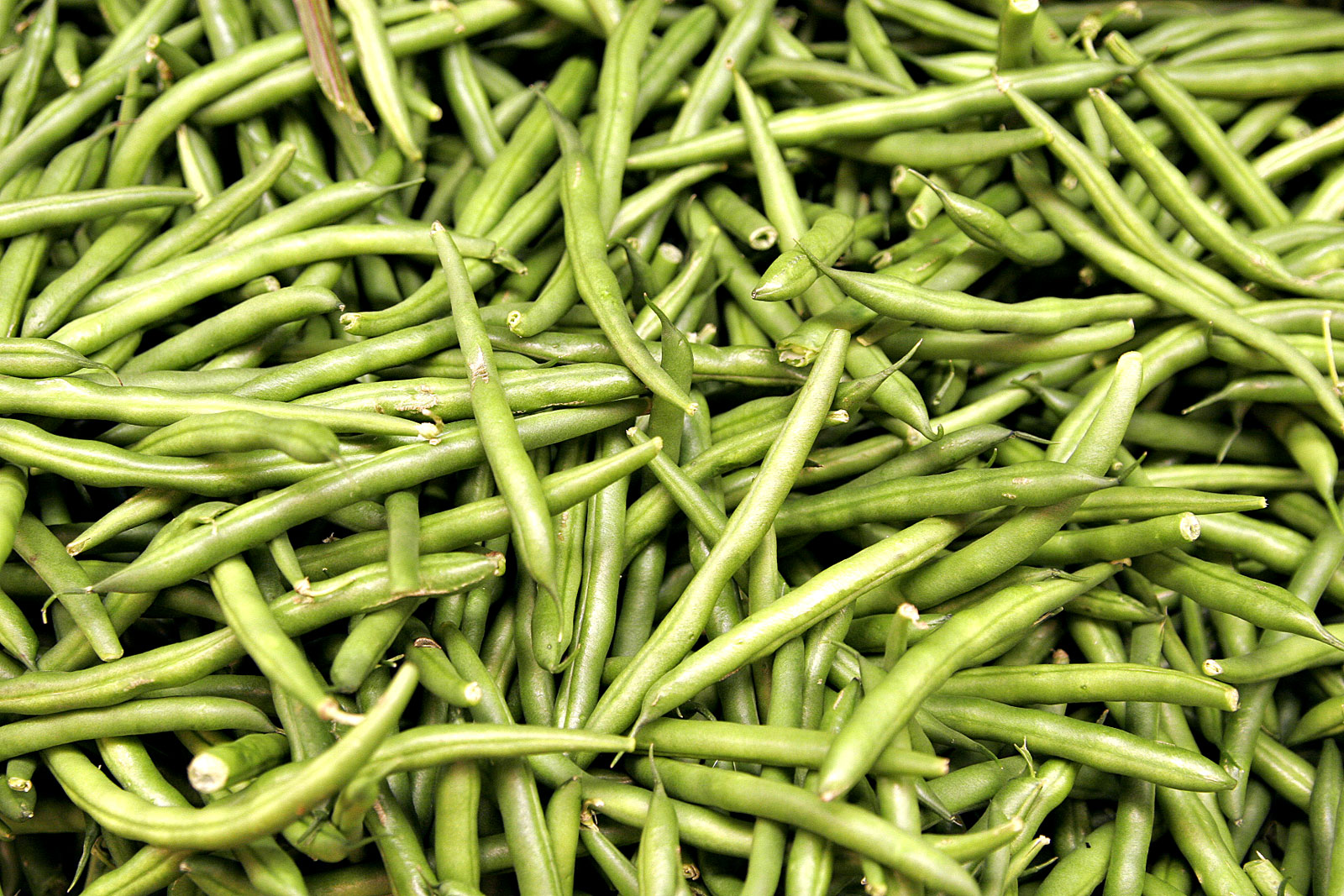
الفاصوليا

يحتاج الجسم لكي يقوم بنشاطاته اليومية المختلفة إلى ما يمده ب سعرات حرارية. وهذه السعرات يتناولها على هيئة الغذاء. وتعمل السعرات في المقام الأول على محافظة الجسم على درجة حرارته الطبيعية التي تبلغ 37 درجة مئوية عند الأصحاء. إذا ارتفعت بسبب المرض أو بسبب النشاط الجسمي فيُهدئها الجسم عن طريق العرق. وإذا انخفضت قام بحرق السكر في الدم لرفع درجة الحرارة ثانيًا إلى المستوى السليم.
فالجسم يستهلك من المواد الغذائية القدر الذي يحتاجه لنشاطه ولكي تقوم الأعضاء بتأدية وظائفها مثل الهضم وعمل القلب، والرئتين وعمل الكبد والكليتين وغيرها. وتبلغ إحتياجات الإنسان البالغ (الذي يزن 70 كيلوجرام) نحو 80 سُعر كبير (kcal) كل ساعة من ساعات النهار لتأدية تلك الوظائف العضوية، وتنخفض إلى نحو 45«سعر كبير» كل ساعة من ساعات النوم، إذ يقوم الجسم أيضًا بوظائفه الحيوية أثناء النوم، من تنفس وهضم وبناء الخلايا وتجديدها وغيره. أي أن الشخص العادي الذي يعمل عملًا مكتبيًا يكفيه نحو 2000 سعر يوميًا.
وإذا كان هذا الشخص يمارس الرياضة أو يزاول عملًا كله حركة، فهو يحتاج لعدد أكبر من السعرات حتى يتمكن الجسم من أداء تلك الأعمال البدنية. كما أن العمل العقلي يستهلك نحو 25 من السعرات كل ساعة (وهذا ما يوازي استهلاك مصباح كهربائي قدرة 22 وات). ولكن هذه السعرات المطلوبة للتفكير تدخل في ضمن ال 80 سُعرا المذكورة أعلاه.
ما يزيد عن ذلك من سعرات يتناولها الإنسان في طعامه يخزنها الجسم في هيئة دهون حيث أن الدهون تستطيع تخزين قدر هائل من السعرات (930 سعر (kcal) لكل 100 جرام). وقد تعودت أجسامنا على تخزين الفائض منذ قديم الأزل حتى أن بعض الناس الآن يبلغ وزنه 100 كيلوجرام وطوله لا يزيد عن 160 سنتيمتر. لهذا ينصح بعدم استخدام المايونيز وغيره من تلك الخلطات الدهنية الجاهزة في السلاطات أو التقليل منها، فتكون السلطة صحية بدونها.
كما أن الغذاء يعطي الجسم البروتين الضروري للعضلات وتجديد خلايا الجسم. والنشويات والدهون هي المصدر الذي يمد الجسم بالحرارة، وتساعده على القيام بجميع العمليات الحيوية التي يقوم بها الجسم تلقائيًا سواء كنا نائمين أو مستيقظين. ويساعد أجهزة الجسم على أداء وظائفه الحيوية كميات ضئيلة من الفيتامينات والأملاح المعدنية. والنقص في الفيتامينات والأملاح المعدنية يسبب التعرض للمرض، وضعف النظر، وليونة العظام، وفساد الأسنان. وتوجد الفيتامينات والمعادن في الخضروات والفاكهة الطازجة بأنواعها، وتعمل عملية طهي الغذاء على ضياع جزء قليل من تلك الفيتامينات بسبب تعرضها للحرارة. لهذا ينصح المختصون بعدم إعادة تسخين الأكل مرات ومرات، إذ في كل مرة تفقد جزءًا من الفيتامينات، وينطبق ذلك على المعلبات فهي تفقد فيتامينات الغذاء ويجب أكل الخضروات الطازجة بجانبها حتى لا يتعرض المرء إلى نقص في الفيتامينات.
وكذلك يحتاج الجسم للأملاح المعدنية مثل الصوديوم والكلور والبوتاسيوم والكالسيوم الذي يبني العظام والمغنسيوم الذي يضبط ضربات القلب والمنجنيز الهام لعمل المعثكلة وإنتاج الأنسولين، والحديد الذي يدخل في بناء الدم. وكل تلك المواد موجودة في الخضراوات والفواكه والبقوليات والأسماك. والعبرة هي تنويع الغذاء حتى يستفيد الجسم بحصوله على قدر كاف من تلك المواد الضرورية لصحته.
يحتاج الجسم إلى الفيتامينات والأملاح المعدنية بكميات قليلة، ويضمن الحصول عليها «بتنويع» المأكولات من خضروات وفواكه. ومن الأفضل تناول أو الطبخ بالزيوت النباتية بدلا من السمن، فالزيوت النباتية مثل زيت الزيتون وزيت الكتان وزيت الذرة جد غنية بالمقارنة مع السمن والسمن الاصطناعي، فهي تمنع الالتهابات.

## الأسباب
تحدث السمنة لعدة أسباب مثل:
- ممارسة عادات غذائية سيئة، الإكثار من النشويات والسكر يحولها الجسم إلى دهون ويختزنها،
- قلة الحركة، لأن الحركة تستهلك شيئا من الطعام وشيئا من الدهن المختزن،
- عوامل وراثية (كفاءة هرمونات الجسم في تحويل الغذاء إلى دهنيات يختزنها، تلك الكفاءة موروثة عن الوالدين)،
- أسباب مرضية (مثل إختلال الهرمونات في الجسم أو إصابة في الغدة الدرقية)،
- أسباب نفسية (التهام الطعام بكميات كبيرة عند الشعور بالضيق)... إلخ.
- تناول الأكل والنوم.
- تناول الأطعمة من المعلبات (غنية بالدهون والسكر)،
- تناول الشيبس والسوداني وشرب مشروبات غنية بالسكر (مثل الكوكاكولا والفانتا والبيبسي)أثناء مشاهدة التلفزيون.
- زيادة تناول الفاست فود لدى ماكدونالد وبورغر كينج وغيره (غنية بالنشويات والسكريات ولا تحتوي على خضروات).
- زيادة تناول الشيكولاته والحلويات والجاتوه.

وتعتبر العادات الغذائية السيئة الموصوفة أعلاه، وقلة الحركة
هما السببان الرئيسيان لحدوث السمنة.
العادات الغذائية السيئة:
تناول كميات كبيرة من الطعام والحلويات والسكريات، وتناول الوجبات السريعة الغنية بالدهون مثل الشيكولاتة، أكياس بطاطس «الشيبس»، والبطاطس المحمرة، واللحوم الدهنية والمشروبات الغازية التي تحتوي على سكر كثير.
مظاهر قلة الحركة:
عدم مزاولة أي نوع من الرياضة (عدم المشي، الانتقال بواسطة السيارات والصعود بالمصعد..) وقضاء ساعات طويلة أمام التليفزيون. العاملون في مكاتب يحتاجون إلى الحركة بعد ذلك كالمشي أو الرياضة، فهي تعدل الوزن وتنشط الأمعاء والكِلي والجهاز التنفسي، كذلك تقوي الشرايين والأوردة، علاوة على نوم عميق مفيد أثناء الليل، حيث يستعيد الجسم قواه.

## كيف يستهلك الجسم الدهون
عندما يستهلك الجسم كمية طاقة أكثر مما يتناولها في طعامه (وهذا يحدث بصفة خاصة عند مزاولة الحركة كالمشي والجري والسباحة وصعود السلم أو حمل أثقال (تذكر الرياضيين وعمال البناء) فإن خلايا العضلات تعتمد على الطاقة المخزونة فيها، مثل الكربوهيدرات والدهون لاستخراج الطاقة المخزونة فيها. وأول مصدر يعتمد عليه الجسم هي المادة المخزونة جليكوجين التي هي كربوهيدرات معقدة وهي تكون مخزونة في العضلات وبعض منها يكون مخزونًا في الكبد وجزء آخر موزع في الجسم. نسبة الجليكوجين المخزونة في العضلات الرئيسية وفي الكبد تشكل نحو 65% من كمية الجليكوجين المخزونة في الجسم كله، والمخزون في الجسم كله من الجليكوجين يمكن أن ينتج طاقة في الجسم تقدر بنحو 2000 سعرة كبيرة (أي أنها تكفيه ليوم واحد إذا لم يأكل خلال 24 ساعة، من الوجهة النظرية). هذه الكمية من الجليكوجين المخزونة تأتي من الغذاء - وعلى الأخص النشويات والسكر - الذي يتناولها الإنسان زيادة عن حاجته، بالأخص عن طريق ما يسمى الكربوهيدرات. وجزء من الكربوهيدرات التي يتناولها الإنسان زيادة عن حاجته اليومية والسكريات يحولها الجسم إلى دهن ويختزنه في خلايا دهنية لحين الحاجة إليها (مثل حدوث مجاعة، أو صيام مدد طويلة عن الأكل أو مزاولة رياضة عنيفة لمدة طويلة، أو حالة مرضية شديدة مثل عملية جراحية، يُمنع خلالها عن الأكل).
وبعدما ينتهي الجسم من تحليل الغلايكوجين ويستهلك جزء منه (بعد نحو 30 دقيقة من المشي مثلا)، يبدأ في تحليل الدهن المخزون ويستخرج منه طاقته. خلال تلك العملية تتحلل الدهنيات الموجودة في الخلايا الدهنية إلى جليسرول وأحماض دهنية، ومنها ينتج الجسم طاقته. من عملية تحليل الجليسرول والأحماض الدهنية ينتج ثاني أكسيد الكربون وماء، وطاقة؛ ويخرج ثاني أكسيد الكربون من الجسم مع الزفير أثناء التنفس. فالدهن هو المخزون الرئيسي الذي يعتمد عليه الجسم لتخزين الطاقة، حيث أن الدهن
هو أكثر المواد الغذائية كثافة للطاقة (900 كيلو كالوري لكل 100 جرام، بالمقارنة بنحو 400 كيلو كالوري للنشويات والبرتينات).
بعد نحو 30 دقيقة من النشاط الجسمي كالمشي أو الجري يقلل الجسم من استهلاك الجليكوجين والسكر ويلجأ إلى إستهلاك الدهون المخزونة؛ وتتراوح كمية الدهن في الجسم بين 15 كيلوجرام في النحيف إلى ربما 90 كيلوجرام في السمين.

## تقليل السعرات
زيادة الوزن معناها أن الشخص أكل كثيرا واخذ سعرات أكثر من حاجته، إذ يختزن الجسم ما يزيد عن حاجته عن طريق تحويلها إلى دهن يختزنه في خلايا دهنية. إذا تناولت أنت قطعة شوكولاته وزنها 25 جرام كل يوم زيادة عن استهلاكك من الغذاء، فإنك تزيد وزنا بمقدار 4 كيلوجرام بعد مرور 365 يوم، وهكذا. فإن أكل شوكولاته بين حين وآخر سليم وأما تناولها يوميا أو كثيرا غير سليم. وبعد عشر سنوات يصبح في جسمك مخزون من الدهون يبلغ 40 كيلوجرام. تحملها كلما مشيت هنا أم هناك، حمل ثقيل لا تحتاجه.
تقليل الوزن يأتي من تقليل كمية الدهون في الجسم، وهذا لا يتم إلا باستهلاكها وكما يقول البعض «حرقها». إما بالرياضة أو بالحركة الكثيرة أو بتحديد كمية السعرات المأخوذة مع الطعام، أو بكلاهما معًا وهذا هو الأفضل. ومن يريد إنقاص وزنه فعليه باختيار الوقت المناسب أولًا، إذ أن ذلك النظام الغذائي والحركي سيستمر عليه طويلًا ولتكن فترة من 4 إلى 6 أشهر مبدئيًا. ولكن الشخص لن يحرم نفسه من أكلات تعجبه. كل ما في الأمر - وهذا ماينصح به المختصون - أن يُكثر من أكل الخضر والفواكه للحصول على الشبع - وهي قليلة السعرات - وربما تعاطي الإنسان مثلًا مرتين في اليوم برتقالة أو خوختين أو تفاحة أو موزة أو لبن زبادي بين الأكلات الرئيسة حتى لا يشعر بالجوع فيأكل أكثر من المناسب. فالفاكهة تحتوي على سعرات قليلة (نحو 70 سُعر لكل 100 جرام في المتوسط، والخضر تحتوي على نحو 40 سعر لكل 100 غرام في المتوسط)؛ وتناول الخضر والفواكه تقلل من حاجته إلى الدهون والنشويات الغنية بالسعرات (الدهون 930 سُعر لكل 100 جرام، والنشويات 400 سعر لكل 100 جرام). كذلك التقليل من اللحوم (400 سعر لكل 100 جرام). فإذا أكل الشخص ثلاثة وجبات في اليوم فعليه إن أراد إنقاص وزنه أن يتناول في كل وجبة ما يعادل 350 سعر على سبيل المثال؛ فتكون حصيلته من السعرات في اليوم نحو 1050 سعر، وهذا أقل مما يحتاجه جسمه، فيقوم الجسم بحرق جزء من الدهن المخزون بجسمه لإنتاج الطاقة، وينخفض وزنه، وإذا شعر بالجوع فيمكنه أكل اللبن الزبادي أو بضعة من البندق . (على هذا النحو يمكن أن ينخفض وزن الدهن في جسمه بين 40 إلى 80 غرام في اليوم الواحد، هذا بحسب ما يستهلكه من سعرات أثناء اليوم في نشاطاته المختلفة وربما يكون من ضمنها الرياضة أو طلوع السلالم أو المشي أو السباحة .) ذلك لأن احتياجاته اليومية من السعرات التي يحتاجها الجسم للقيام بوظائف إعضائه وبحركته اليومية وما تستهلكه الدماغ تبلغ للكبير ذي وزن 70 كيلوجرام مثلًا ما بين 1800 إلى 2500 سعر (بالنسبة للنساء بين 1600 إلى 2000 كيلو كالوري (كيلو كالوري= سعرة كبيرة)).
نظام صارم للتخسيس: 
- تحديد السعرات إلى 1000 أو 1200 سعرة كبيرة في اليوم.
- وكُلْ/ كلي كلّ ما يحلو لك في تلك الحدود.
- قائمة خضروات وفاكهة تساعدك على حساب عدد السعرات التي تتناولها/ تتناوليها يوميًا. (لا يصح التخسيس للحوامل!!)
- الاستعانة بأكل الزبادي أو فاكهة إذا شعرت بالجوع بين الوجبات، فهي قليلة السعرات (نحو 70 سعرة/100 جرام).
- ثبت للباحثين في جامعة ليفربول أن القراصيا أيضًا مشبعة ويقلل تناولها من كمية الغذاء التي نتناولها من بعدها؛ عدة حبات تكون كافية.
- كما أنّ شرب كوبٍ من الماء قبل الأكل تعمل على حدوث الشبع خلال 15 - 20 دقيقة.
- التوقف عن تناول الطعام عند حدوث الشبع، فليس ضروريا أن تأكل الطبق بأكمله.

## الحركة تساعد على التخسيس
كما تسير العربة بالبنزين ويسير القطار بالفحم كذلك يستهلك الإنسان وكل كائن حي بعض ما يأكله للقيام بحركته ونشاطه. والقائمة الآتية تبين لنا كمية الدهون بالجرام التي يستهلكها جسم إنسان عادي وليكن وزنه 70 كيلوجرام عند القيام بالتحركات الآتية خلال مدة 10 دقائق:
- المشي: 3 جرام
- ألعاب رياضية (سويدي) 4 جرام
- قيادة الدراجة: 4 جرام
- السباحة: 5 جرام
- الرقص:7 جرام
- صعود الدرج: 9 جرام
- نط الحبل: 10 جرام
- الجري: 10 جرام

فعلى من يريد خفض وزنه فسوف يلاحظ تحسنا أفضل في انخفاض وزنه إذا وضع في طريقته جزءًا يختص بالحركة كالتمشية أو الجري أو السباحة أو صعود السلم، أو أو إلخ.

## وسائل مساعدة على التخسيس

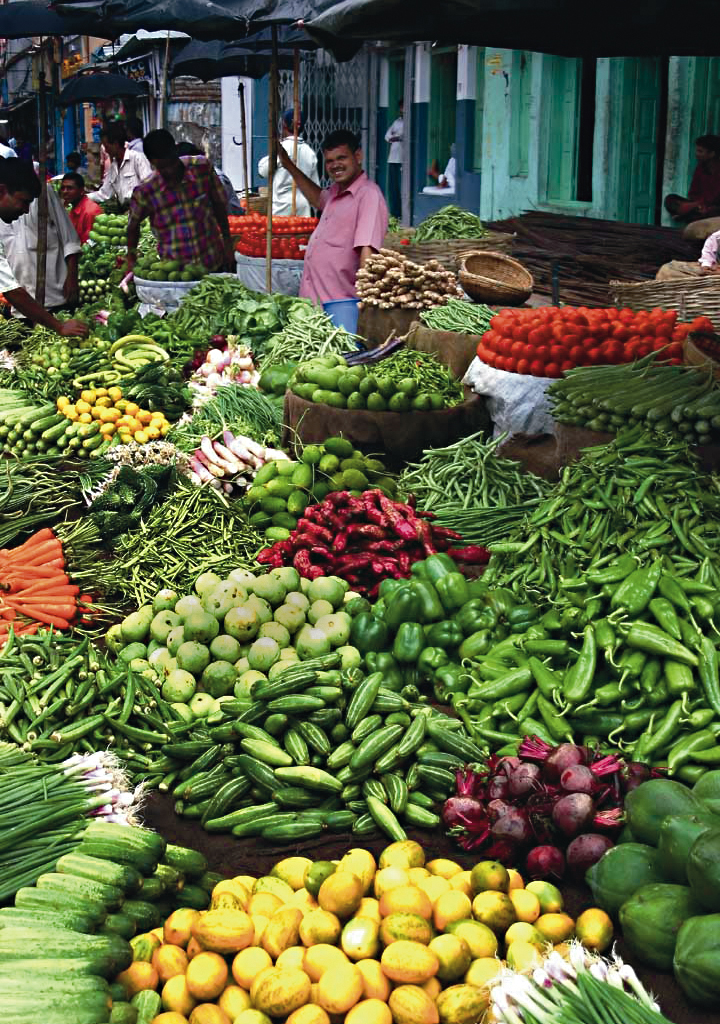
Gemüsemarkt

- تناول الأطعمة التي تعطي إحساساً بالشبع لوقت أطول يساعد على تخفيف السعرات الحرارية اليومية بدون الشعور بالجوع - تلك هي أن يحتوي الطعام على نشويات (بها ألياف) وبروتينات ودهنيات وكثير من الخضروات؛ ذلك الخليط يسمى بالمؤشر الجلايسيمي (GI) وهو مقياس للأطعمة يستند أثرها على مستوى الجلوكوز في الدم والتي تتحلل ببطء لديها مؤشر جلايسيمي منخفض بينما الأطعمة التي تتحلل بشكل أسرع لديها مؤشر جلايسيمي مرتفع.
- مضغ الطعام مضغًا جيدًا، وعدم الأكل بسرعة أو الأكل أثناء القراءة أو مشاهدة التلفزيون. فقد وجد المختصون أن الإنسان يبدأ أن يشعر بالإشباع بعد 15 - 20 دقيقة من بداية تناوله الطعام. ومضغ الطعام مضغًا جيدًا له ثلاثة فوائد: أولًا، يختلط الطعام أثناء المضغ باللعاب الذي هو عصارة تعمل على هضم الطعام بصفة مبدئية. ثانيًا: مضغ الطعام جيدًا تجعل المرء يستمتع أكثر بطعم الغذاء الذي يأكله حتى أنه يمكنه بالممارسة معرفة وجود الفلفل أو القرنفل أو الثوم أو البهار أو الزنجبيل أو القرفة في الطعام أو الفانيليا في الحلويات. ثالثًا: يساعد مضغ الطعام جيدًا على خفض سرعة الأكل حيث يشعر الإنسان بالشبع خلال 15 - 20 دقيقة من الأكل في الوقت الذي يكون فيه قد أخد من الغذاء قدرًا صغيرًا من الطعام (أي سعرات أقل). كما يساعد المضغ الجيد على خلط جيد للغذاء باللعاب وهذه هي المرحلة الأولى من عملية هضم الغذاء، قبل عصارة المعدة ثم عصارتي المرارة والبنكرياس اللتان تصبان في الإثنا عشر.
- بدء الطعام بأكل السلطة أو فاكهة أولًا ثم تناول الطبق الرئيسي،
- شُربُ كوبٍ من الماء قبل الأكل (يساعد على ملء المعدة، فتعطي إشارة بالشبع)،
- التقليل من تناول المحمرات، فمثلًا:
  - تحتوي البطاطس المسلوقة على 70 سعر حراري لكل 100 جرام منها، في حين أن البطاطس المحمرة تحتوي على 300 سعر لكل 100 جرام بسبب امتصاصها لزيت التحمير أو الدهن.
  - يحتوي 120 جرام من لحم الضأن المسلوق على نحو 200 سعر، في حين أن تحميره في السمن يرفع محتواها من السعرات إلى نحو 400 سعر بسبب امتصاصها وتشبعها بالسمن.
- التقليل من الحلويات، إذ إنها تجمع بين النشويات (الطحين أو دقيق السميد) والسكر والسمن (550 سعر /جرام).
- وينصح أخصائيي التغذية عند تناول الحلويات أن لا تتعدى 30 جرام في اليوم.
- المداومة على ممارسة رياضة معينه حتى لو كانت خفيفة فهى مفيدة للجسم وصحة الإنسان

## صعوبات عند التخسيس
إن التخسيس لا يتم خلال أيام قليلة وإنما يحتاج أشهر على أن يكون تقليل الأكل معتدلا وليس صارما (الحيز المعقول هو نقص في الوزن بمعدل 5و1 كيلو في الشهر) ويجب أن توجد العزيمة والالتزام. وإنه من الصعب على الإنسان أن يشعر بأنه سيحرم من تناول أطعمة يحبها.ولكن يستطيع أن يحافظ على وزنه من خلال تنظيم غذائه اليومي وعدم المبالغة في حجم الوجبات يوميًا. فأحيانًا يكون المرء متوترًا ولا يجد ملجأ إلا في تناول الطعام الذي يحبه. ثم استمرار المرء على ما نوى عليه من ضبط وزنه.
يساعد على انقاص الوزن أن يسأل الشخص نفسه عند رؤية أكل يغريه: هل أنا جوعان؟ أم أستطيع تناول ذلك في موعد الوجبة. هذا السؤال يساعد على التكحم في مناسبات يومية كثيرة.
بعض الناس يقول «إما أن أنجح في ذلك أو يصيبني الفشل»، فهذا يعني انتظارات المرء كبيرة وطويلة للتنفيذ . ولكن الممكن فعليًا هو أن يعرف المرء بأن تلك الكبوات محتملة الحدوث. عندئذ يفكر المرء على النحو:«في العيد وفي الإجازة قد أزيد كيلو أو اثنين، وربما بسبب الإرهاق. ولكن على المدى الطويل سوف استطيع تعويضها وتخفيضها ثانيًا في أيام تالية».
وفي الحقيقة أن التخسيس هو عملية صعبة على النفس وتستمر لفترة طويلة. ومن يأخذ ذلك في الحسبان يعرف أن هناك فرصة حسنة للوصول إلى غرضه. وليتعلم التسامح مع النفس عند الكبوات. وليعرف أن عدم الصبر إنما هو «سم» للتخسيس.
من الأقوال المشهورة في الابتعاد عن العادات الصحية السيئة، «من السهل الامتناع عن التدخين، فقد مارست ذلك مئة مرة» - مارك توين، الأديب الأمريكي.
والإكثار في تناول الطعام يماثل ذلك، فمن يحب الإكثار في تناول الطعام فإنه يعود إلي الإكثار بعد فترة قصيرة بعد تقليله، إلا أن عدم المحاولة ليست حلًا.

## صعود السلم
في كل درجة من درجات صعود السلم يستهلك شخص وزنه 70 كيلوجراما نحو 1و0 سعر كبير. فإذا صعدت عشرة درجات سلم فأنت تستهلك أثناء ذلك 1 سعر كبير، أي ما يعادل 1/4 جرام من سكر الدم . وإنك لتشعر بذلك إذ أنك عندما تصعد 40 سلمة يستهلك جسمك خلالها 1 جرام من السكر. يقوم الجسم بإحراق السكر عن طريق أخذ الأكسجين من الهواء، وتتولد طاقة حرارية في الجسم يحولها الجسم إلى طاقة حركة (الصعود). وعندما تصعد تجد أنك تتنفس بشدة لأخذ قدر أكبر من الأكسجين من الهواء.
الصعود 40 سلمة تعادل رفع الجسم مسافة 8 أمتار إلى أعلى؛ ويستهلك الجسم خلالها 1 جرام من السكر . هذه كفاءة عالية للجسم في تحويل الطاقة الحرارية إلى طاقة حركة. فمثلًا إذا أردت أن ترفع حمولة قدرها 70 كيلوجرام مسافة 8 أمتار بواسطة آلة بخارية فإنك تحتاج إلى قدر كبير من الفحم أو الخشب لكي تقوم بتسخين ماء، ينتج منه بخارًا، ويقوم البخار بتشغيل الرافعة . ذلك لأن الحرارة الناتجة من احتراق الفحم أو الخشب يتشتت معظمها في الجو، ويستغل جزء صغير منها لتشغيل الآلة البخارية الرافعة . فبالفعل إن كفاءة الجسم في تحويل الطاقة الحرارية إلى طاقة حركة أكبر كثيرًا من كفاءة آلة بخارية.

## التخسيس والجذور الحرة
يقوم التخسيس أساسًا على تقليل كمية الطعام التي يتناولها المرء خلال اليوم - وعلى الأخص النشويات والسكر. فهو يتنازل مثلًا عن 30 % مما يأكله في العادة، وبعد فترة يجد أن وزنه انخفض، وأصبح لياقة بدنه أحسن. ليس هذا فقط ما يجنيه من أخذه طواعية بالحد من كميات طعامه، بل إنها أيضًا في صالح سلامة جسمة، فاحتمال إصابته ب السكري تقل، كما يقل مجهود عمل قلبه وأعضائه مثل الكبد والكلى.
من جهة آخرى، إن تعاطي الطعام بمقادير أقل تعني خفض للإجهاد التأكسدي للخلايا مما يقلل أيضًا من كمية الجذور الحرة في الجسم، وبالتالي ضرر أقل للخلايا. فإن زادت عملية الأيض - وهي تزيد بتناول طعام كثير- تشير المشاهدات الطبية إلى أن هذا له تأثير في تقصير العمر. ذلك لأن الأيض المتزايد يزيد من الجذور الحرة في خلايا الجسم، وهي تؤثر سلبًا على وظيفة الكبد والبنكرياس والكلى والقلب. وحقيقة، أن خفض عدد السعرات التي تتناولها بعض الكائنات التي تـُجرى عليها تجارب معملية تبين إطالة ملحوظة في العمر. وقد أدى إمداد بعض حيوانات التجارب بمركبات مضادة للتأكسد إلى إطالة في متوسط أعمارها، وهذا عندما تـُعطى تلك المواد لها مبكرًا من عمرها. ولكن لم يحدث إطالة في الحد الأقصى للأعمار. (انظر نظرية الجذور الحرة والتشيخ).

## اقرأ أيضا
| - صوم متقطع - خضروات - فاكهة - قيمة بيولوجية - قوت - تغذية - تغذية متوازنة - غذاء - القضيب المدفون - فودماب - كونجاك - سوء التغذية بالبروتين والطاقة - TOFI | - مغذي - مغذي أصغر - فيتامينات - عنصر زهيد - طعام خردة - غذاء كامل - سكر حر - أخصائيو التغذية - طرق تحضير الطعام - تأثير اليويو - علاج السمنة |  |